# Концерт для фортепиано с оркестром № 2 (Брамс)
Концерт для фортепиано с оркестром № 2 си-бемоль мажор, Op. 83 ― произведение Иоганнеса Брамса. Примерная продолжительность звучания 50 минут. Это произведение Брамс посвятил своему учителю Эдуарду Маркссену.

## История создания и исполнения
Композитор начал набрасывать концерт в 1878 году (через 20 лет после написания Первого концерта); для второй части были использованы наброски скерцо для брамсовского скрипичного концерта — тогда Йозеф Иоахим, для которого был предназначен концерт, отсоветовал Брамсу включать в него дополнительную часть. Концерт был завершён в 1881 году в Пресбауме (недалеко от Вены). 7 июля он сообщил в письме своей близкой приятельнице пианистке Елизавете фон Герцогенберг, что написал «очень маленький фортепианный концерт с очень маленьким скерцо»; в своём ответе пианистка поддержала игру, поздравив композитора с сочинением «очень маленького фортепианного концертика с очень маленьким скерцочко» (нем. Scherzerl) — эта литота применительно к масштабной и драматической второй части концерта нередко употребляется в его описаниях.
Премьера концерта состоялась в Будапеште 9 ноября 1881 года в исполнении автора, оркестром дирижировал Александр Эркель. После премьеры Брамс предпринял концертное турне по городам Германии, исполняя новое произведение с Мейнингенским оркестром под руководством Ганса фон Бюлова.

## Исполнительский состав
Концерт написан для фортепиано и оркестра, состоящего из 2 флейт, 2 гобоев, 2 кларнетов, 2 фаготов, 4 валторн, 2 труб, литавр и струнных. Трубы и литавры звучат только в первых двух частях.

## Структура
Концерт состоит из четырёх частей (а не из трёх), что нехарактерно для концертов классического и романтического периода. По словам самого Брамса, дополнительное скерцо в качестве второй части потребовалось ему для контраста между «слишком простыми» первой и третьей. Четырёхчастная форма и продолжительность медленной части и финала, приближающаяся к продолжительности первой части (при том, что более привычное для романтической эпохи соотношение предполагало их относительную краткость), сделали это произведение наиболее крупномасштабным фортепианным концертом из прежде написанных (более масштабные сочинения появились спустя несколько десятилетий — в частности, концерт Ферруччо Бузони).
1. Allegro non troppo
Открывается интродукцией в виде диалога солиста и валторны, оттягивающего традиционное оркестровое вступление. Далее развитие выдержано в сонатной форме.
2. Allegro appassionato
Написана в тональности ре минор и, как отмечает Дональд Тови, представляет собой скерцо скорее по форме, чем по настроению: его трагический характер, полагает Тови, оказывается несколько двусмысленным благодаря не только контрастному торжествующему центральному эпизоду, но и «стихийному наслаждению собственной яростью».
3. Andante
Открывается продолжительным соло виолончели. В целом выдержано в основной тональности концерта, что нетипично для медленной части; средний раздел этой части написан в фа-диез мажоре. По мнению Тови, общее настроение этой части — покой, наступающий после бури, хотя и не полностью свободный от её отголосков. В одном из ключевых мест содержится, как заметил Макс Фридлендер, аллюзия к собственной песне Брамса «Жажда смерти» (нем. Todessehnen) из цикла Шесть песен Op. 86.
4. Allegretto grazioso — Un poco più presto
Тематическое разнообразие финала Тови связывает с «избытком молодой силы и благости» (англ. abundance of young energy and grace)

## Записи
Среди многочисленных записей концерта выделяется концертная запись Маурицио Поллини с Берлинским филармоническим оркестром под управлением Клаудио Аббадо: «никогда эта музыка, кажется, не была так глубоко освоена и так мощно представлена», полагал музыкальный критик Конрад Уилсон.